# VKS Hamme-Zogge
VKS Hamme-Zogge is een Belgische voetbalclub uit Zogge, een dorp in de gemeente Hamme. De club is aangesloten bij de KBVB met stamnummer 9508 en heeft blauw als clubkleur. De club speelt in de provinciale reeksen en treedt aan met een herenelftal, een dameselftal en een aantal jeugd -en reserveploegen.

## Geschiedenis
In Hamme speelde VK Siera bij het Waas Liefhebbersverbond (Walivo), een amateurvoetbalbond. In 2007 sloot VKS Hamme Ladies zich aan bij de Belgische Voetbalbond. De damesploeg ging van start in Tweede Provinciale en haalde er meteen de titel. Een jaar later kwam er een tweede dameselftal bij en startte men ook met mannenploeg Siera in de laagste provinciale reeks. De club noemde zich voortaan VKS Hamme-Zogge.
De mannenploeg promoveerde in 2012 via de eindronde van Vierde Provinciale naar Derde Provinciale, maar in 2013 tuimelde het terug naar Vierde Provinciale na de verloren eindrondewedstrijd tegen Hansbeke. In het seizoen 2013-2014 werd men echter op drie speeldagen voor het einde overtuigend kampioen en promoveert VKS zo weer naar Derde Provinciale.
In het seizoen 2015-2016 is er echter opnieuw een degradatie en zakt de eerste ploeg bij de mannen terug naar Vierde Provinciale. Ook deze keer was het verblijf in Vierde Provinciale van korte duur. In het seizoen 2016-2017 werd na een tweede plaats in de competitie promotie naar Derde Provinciale afgedwongen na een 3-0 overwinning tegen Herzele-Ressegem in de eindronde. In het seizoen 2017-2018 zakte de eerste ploeg opnieuw naar Vierde Provinciale. Ook nu was dat slechts voor één seizoen. In het seizoen 2018-2019 werd VKS opnieuw kampioen in Vierde Provinciale. In het seizoen 2019-2020 traden ze dus opnieuw aan in Derde Provinciale. Deze keer deden ze dat met verve. Het ganse seizoen speelden ze aan de kop en eindigden op een knappe derde plaats. Zo konden ze voor het eerst in de geschiedenis van de club een verlengd verblijf in Derde Provinciale behalen.

## Palmares KBVB
- 2007-2008: 1e elftal kampioen 2e provinciale (dames)
- 2011-2012: 1e elftal winnaar eindronde 4e provinciale
- 2013-2014: 1e elftal kampioen 4e provinciale E
- 2015-2016: 1e elftal winnaar Beker van het Waasland (dames)
- 2016-2017: 1e elftal winnaar eindronde 4e provinciale
- 2017-2018: 1e elftal kampioen 3e provinciale (dames)
- 2018-2019: 1e elftal kampioen 4e provinciale E